# Route européenne 602
Pour les articles homonymes, voir Route 602.
La route européenne 602 relie La Rochelle (N11/E3/E601) à Saintes (A10/E5/E603), en France.